# Hermann Winkelmann
Pour les articles homonymes, voir Winkelmann.

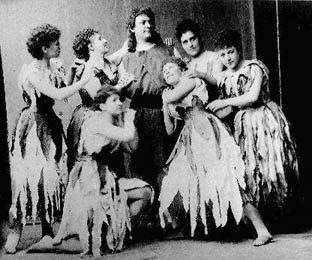
Hermann Winkelmann dans le rôle de Parsifal en 1882.

Hans Emil Friedrich Hermann Winkelmann (né le 8 mars 1849 à Brunswick, mort le 18 janvier 1912 à Vienne) est un ténor allemand créateur du rôle de Parsifal de Wagner.

## Biographie
Il est le fils du fondateur de la maison de fabrication de claviers Zeitter & Winkelmann (de), Christian Ludewig Theodor Winkelmann. Il étudie le chant à Paris et avec Koch à Hanovre. En 1875, il fait ses débuts dans le Trouvère de Verdi à Sondershausen. Il connaît ses premiers engagements dans divers théâtres allemands comme Altenburg, Darmstatd et Leipzig. En 1882, il est engagé par Richard Wagner pour inaugurer le rôle de Parsifal dans l'opéra du même nom au Palais des festivals de Bayreuth ; dès lors, il est régulièrement invité pour jouer au festival de Bayreuth comme le Tannhäuser. De 1883 à 1906, il est heldentenor au Wiener Staatsoper. De 1880 à 1892, il se produit souvent au théâtre de Brunswick. Plusieurs de ses enregistrements ont été conservés.
Son fils Hans Winckelmann sera aussi chanteur d'opéra.